# Legiunea Română din Praga
Legiunea Română din Praga a fost o unitate militară formată din foști soldați și ofițeri austro-ungari constituită în Praga în 30 octombrie 1918, cu scopul declarat al concentrării, organizării și expedierii acestora spre Transilvania, pentru a se pune la dispoziția noilor autorități române. Formarea ei a fost direct legată de înființarea Senatului Militar Român Central al Ofițerilor și Soldaților din Viena, căruia i-a fost ulterior subordonată. Organizarea ei a reprezentat un segment al unui plan mai vast de creare a unei forțe militare regulate, care să fie la dispoziția Consiliului Național Român Central.
Formațiunea a activat în perioada marcată de schimbările militare, politice și sociale care au culminat cu destrămarea și prăbușirea Imperiului Austro-Ungar, prin unitățile sale aducându-și contribuția la proclamarea independenței Cehoslovaciei, precum și la apărarea acestui act politic până la constituirea unei forțe armate proprii cehoslovace. 
Odată cu restabilirea ordinii în Praga și cu consumarea ultimelor încercări de redresare a monarhiei austro-ungare, Legiunea și-a considerat misiunea încheiată și s-a repatriat pe o rută care a parcurs Austria și Regatul Sârbo-Croato-Sloven. Dat fiind că viitorul Banatului nu era încă definitiv lămurit, comandamentul militar sârb a pus în practică dezarmarea forțele militare bine echipate ale Legiunii aflate în tranzit, aducându-și în acest mod contribuția la împiedicare formării unei armate proprii transilvănene. În cele din urmă toți soldații Legiunii au ajuns totuși în Transilvania și unitatea s-a autodizolvat în 2 decembrie la Cluj. Majoritatea membrilor acesteia s-au înrolat ulterior în Gărzile Naționale Române și în Armata Română din Transilvania.

## Context

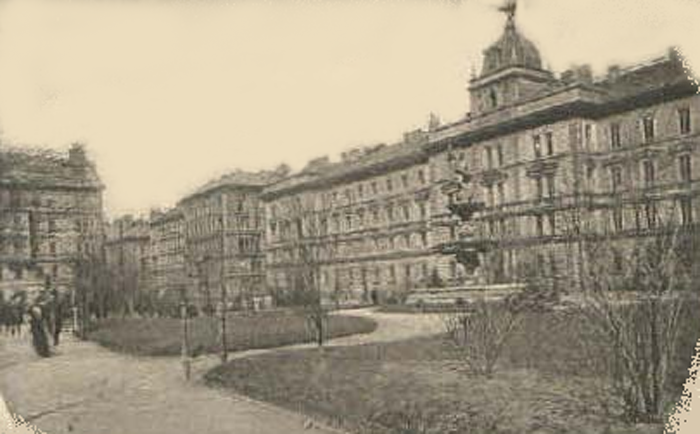
Cazarma K.u.K. Albrecht din Praga (circa 1900)

În ultimele zile ale lunii octombrie 1918, pe frontul din Italia Armata Austro-Ungară a suferit o înfrîngere decisivă în Bătălia de la Vittorio Veneto, înfrângere în urma căreia a fost deschisă o breșă în frontul acesteia. În paralel, o serie de mișcări sociale asociate luptei duse pentru autodeterminare de către naționalitățile Imperiului Austro-Ungar, au făcut inutile încercările împăratului Carol I și ale demnitarilor statului dualist, de a salva de la disoluție Dubla Monarhie. În acest context, prăbușirea armatei imperiale și emiterea de către împărat a manifestului „Către popoarele mele credincioase”, prin care supușii împăratului Carol au fost încurajați să își constituie consilii și senate militare, au creat condiții favorabile pentru înființarea unor senate și legiuni românești formate din foști militari austro-ungari.
La Praga, într-o conjunctură favorabilă concentrării și organizării soldaților români transilvăneni, în toamna anului 1918 s-au aflat Regimentul 2 Brașov (încărtiruit în cazarma „Franz Joseph”), o parte a Regimentului 51 Cluj (cu o componentă românească mai mare de 50 % ) și Regimentul 37 Oradea (încartiruit în cazarma „Albrechts”). Pe data de 28 octombrie 1918 Consiliul Național Cehoslovac a proclamat independența cehilor, act asociat cu ocuparea principalelor instituții administrative și manifestații cu caracter național. În aceeași zi trupele românești concentrate în Praga au refuzat să tragă în manifestanții cehi pentru a înăbuși demonstratiile de stradă. Deoarece majoritatea unităților militare constituite din cehi – la acea vreme erau angajate în luptă în alte zone ale imperiului și constituirea unei forțe armate naționale era doar începută, liderii cehoslovaci mizând pe spiritul de solidaritate al românilor, au apelat la sprijinul acestor forțe militare pentru a opune rezistență unor eventuale acțiuni cu caracter represiv, cu atât mai mult cu cât în oraș se găseau și regimentele 68 Szolnok (maghiar) și 73 Eger (german).

## Constituirea Legiunii

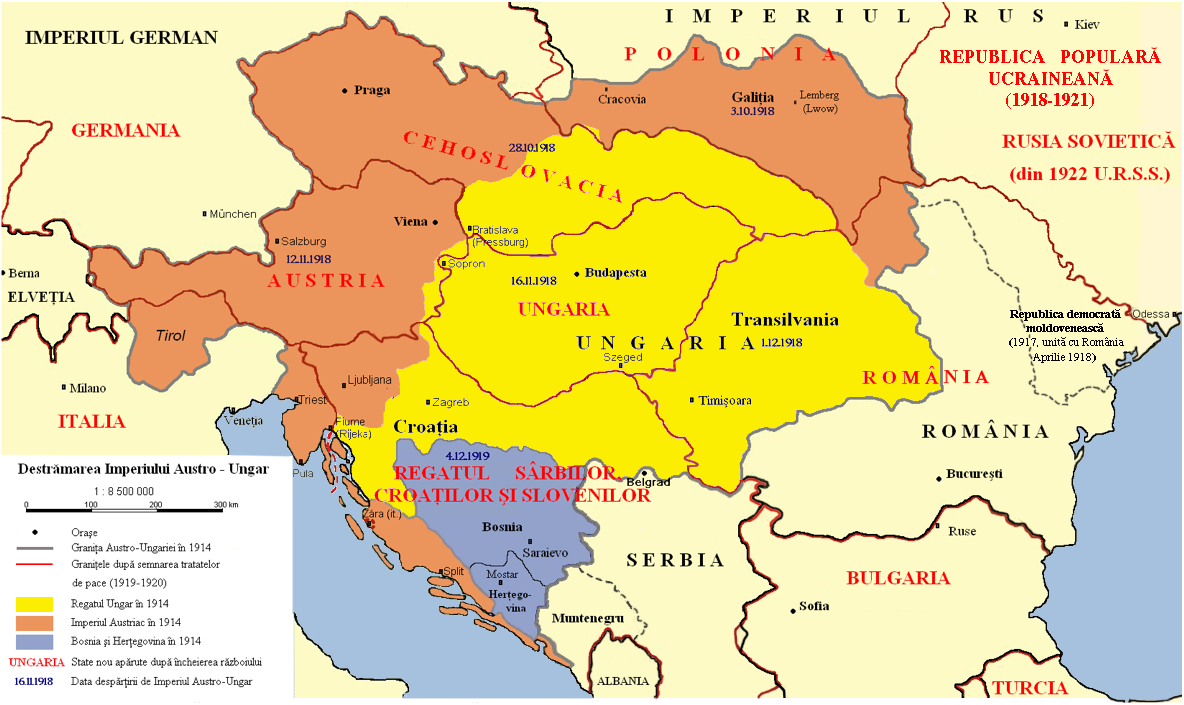
Destrămarea Austro-Ungariei

Încurajate de rapiditatea cu care cehii și-au declarat independența, trupele românești au procedat la organizarea unui corp expediționar care să să deplaseze în Ardeal, pentru a se pune la dispoziția noilor autorități române.

Pe data de 30 octombrie 1918, la Turčiansky Svätý Martin s-a semnat „Proclamația poporului slovac”, prin care Slovacia a devenit parte a Cehoslovaciei. În aceeași zi, ca urmare a inițiativei preotului militar Laurențiu Curea a avut loc o întrevedere a ofițerilor români din cazarma aflată la Praga a Regimentului 51 Cluj și s-au pus bazele unui Consiliu Național Român și ale unei formațiuni militare, prin care românii
„să dea o mână de ajutor cehilor și pe urmă, ajunși acasă să lupte pentru dezrobirea Ardealului și Banatului”
Concomitent, s-a luat legătura și cu ofițerii celorlalte 2 regimente cu etnici români, pentru ca aceștia să se pună la dispoziția noilor autorități militare românești înființate. O delegație din rândul ofițerilor adunați a intrat în aceeași zi în legătură și cu liderii Consiliului Național Cehoslovac, pentru a-i asigura de sprijin. Noua formațiune militară în curs de constituire urma să asigure ordinea și securitatea în oraș, precum și pe o rază de 10 kilometri jurul acestuia, urmând să-și dea concursul inclusiv în cazul unei rezistențe maghiaro-germane.
Soldații români au continuat cu luarea unor măsuri asiguratorii. Astfel, fideli fiind în continuare ideii de imperiu, generalii Comandamentului austriac din Praga, Kestranek și Stonsche au fost arestați, soldații maghiari existenți au fost dezarmați și membri organizației revoluționare paramilitare a sokolilor cehi de pe plan local, au fost înarmați cu armament din depozitele celor 3 regimente.
La 1 noiembrie 1918 Legiune Română din Praga s-a constituit oficial din efectivele reduse ale celor trei regimente preponderent românești (la care s-au adăugat și români din Regatul României căzuți prizonieri) printr-o ședință în localul școlii germane, iar la 3 noiembrie în sala de gimnastică a acesteia, s-a sfințit drapelul românesc și s-a depus jurământul de credință față de națiunea română în forma stabilită de Consiliul Național Român Central, nou-înființat.

## Organizare și funcționare
Efectivele Legiunii care au numărat la 1 noiembrie 1425 de suflete, au crescut pe măsură ce soldații fostei armate austro-ungare au părăsit frontul pentru a se îndrepta spre casă, fie pe măsură ce din lagărele de prizonieri au fost eliberați alți soldați.
Comandant a fost desemnat căpitanul de rezervă Alexandru Simon din Regimentul 2 Infanterie, secondat de locotenentul Zeno Herbay. Preotul militar Laurențiu Curea a fost delegat administrator și sublocotenentul Gavril Câmpeanu, secretar. S-au creat 3 trei resorturi conduse fiecare de un responsabil: „Intendența” (responsabil sublocotenent Gavril Câmpeanu), „Serviciul de legătură cu Consiliul Național Cehoslovac” (responsabili subofițerii cunoscători ai limbii cehe Octavian Bohățel și Horia Petra Petrescu) și „Serviciul medical” (responsabil medicul Brutus Macavei). Împărțirea efectivului s-a făcut în cinci companii. Cu scop de individualizare a soldaților, din 9 noiembrie 1918 comandantul acesteia a dispus renunțarea la vechile însemne imperiale și purtarea în locul acestora la braț și pe chipiu a unei panglici tricolore cu inscripția „Legiunea Română”.
În perioada 4–24 noiembrie 1918, comandamentul Legiunii a luat o serie de măsuri în ceea ce privește asigurarea unor condiții acceptabile de igienă, instituirea ordinii și disciplinei, echiparea și înarmarea, organizarea unei propagande active contra  ideilor propagate de Revoluția bolșevică din Rusia și asigurarea cu rapiditate a asistenței militare. Consiliul Național Cehoslovac a pus la dispoziția Legiunii române un spațiu pentru încărtiruire, armament, alimente, medicamente și o soldă zilnică.
Printr-o declarație, conducătorii Legiunii Române din Praga s-au subordonat Senatului Militar Român Central al Ofițerilor și Soldaților din Viena (îndrumat de trimisul Partidului Național Român din Transilvania, Iuliu Maniu), organism care-și propusese gruparea și organizare în jurul său a soldaților și ofițerilor români din vestul Dublei Monarhii și care la data de 1 noiembrie trimesese o delegație (formată din ofițerii Petru Popovici și Emil Colbazi) la Praga. Pentru a colabora eficient Legiunea Română din Praga a trimis un delegat ca membru al Senatului Militar Român Central.

## Activitate
Pe parcursul lunii noiembrie 1918, s-au depus eforturi semnificative cu scopul de a localiza, concentra, organiza și încadra în continuare soldați români din fosta armata austro-ungară în cadrul Legiunii.
Conform înțelegerii încheiate de partea română (reprezentată de ofițerii Gheorghe Repede, Laurențiu Curea și V. Cioban) cu liderii Consiliului Național Cehoslovac (reprezentat de dr. Scheiner), militarii Legiunii au contribuit la menținerea ordinii în Praga, precum și la sprijinirea acțiunilor desfășurate de Regimentul 28 ceh. De asemeni, au participat la lucrările de fortificare și întărire a cazărmilor militare și a altor puncte importante din oraș, pentru ca acesta să facă față în eventualității declanșării unei eventuale intervenții de represiune, după cum au contribuit la repunerea în funcțiune a unor activități industriale, a unor clădiri și a unor instalații dezafectate necesare reluării activității economice.
Este de menționat că, succesov unei la solicitări de ajutor din partea Consiliului Național Ceh, o parte din trupele române din Viena organizate și încadrate de către Senatul Militar Român Central (anume fostul Regiment 2 de la Brașov, sub comanda colonelului Alexandru Simion) au fost trimise la Praga , pentru a ajuta la calmarea manifestările naționaliste ale celor care erau încă adepții ideii de imperiu și a asigura liniștea.
Spre sfârșitul acestei luni însă, dat fiind că soldați români nu mai soseau de pe front și în contextul restabilirii ordinii în Praga și a eșecului ultimelor încercări de redresare a monarhiei austro-ungare, Legiunea Română din Praga și-a considerat misiunea încheiată. Conducerea Legiunii a luat în calcul acordarea de sprijin militar cehilor pentru eliberarea Slovaciei, într-un moment în care teritoriul slovac era amenințată de trupele maghiare, ulterior urmând ca trupele române să treacă în Ardeal. După primirea știrii despre convocarea Mareii Adunări Naționale de la Alba Iulia însă, planul a fost abandonat și s-a trecut la elaborarea unui plan de expediere directă a a soldaților spre Transilvania.
Este de menționat faptul că, prin organizarea unor unitati militare Consiliul Național Român Central a urmărit consolidarea pozitiei sale. Printr-un plan mai vast al acestui Consiliu, s-a urmărit însă și organizarea unei forțe militare regulate, înafară de cea reprezentată de Gărzile Naționale Române. În acest context, unitățile din etnici români care s-au aflat la Pragu trebuiau să revină în Transilvania conform indicațiilor Senatului de la Viena.

## Drumul spre casă

### Cadrul Convenției de Armistițiu
Convenția de armistițiu care a fost semnată la Belgrad la data de 13 noiembrie între Antantă – reprezentată de generalul Louis Franchet d'Esperey si guvernul Karolyi, a determinat apariția unei situații cu caracter relativ confuz fixând o linie de demarcație între trupele Antantei si acelea ale Ungariei, într-un context în care teritoriile aflate la sudul acestei linii au rămas în administrația statului meaghiar și în Banat au intrat trupe sârbe. Astfel, exercitarea autoritatii Consiliilor Naționale a devenit dificilă.
Cadrul Convenției lăsând loc de o interpretare mai elastică, nu era clar dacă garzile și trupele cu caracter național român organizate de Consiliul Național Român Central, ar fi trebuit sau nu să părăsească teritoriul ce urma a fi evacuat. Astfel, unele formațiuni care primiseră ordin să traverseze teritoriul evacuat si să se îndrepte spre Arad au fost dezarmate de către trupele sârbe.

### De la Praga la Cluj

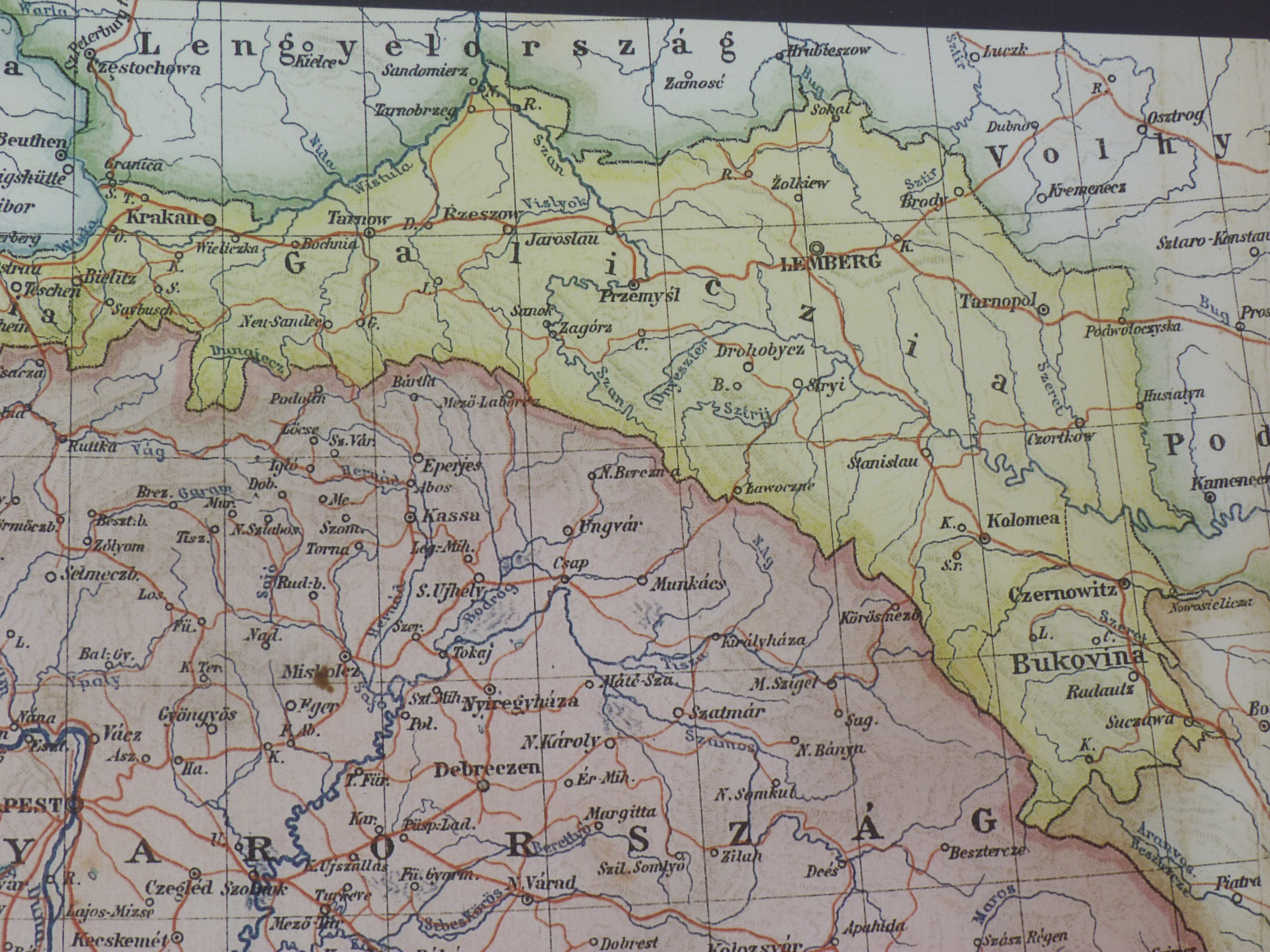
Ruta Cracovia - Lemberg - Colomeea

O echipă de recunoaștere condusă de către sublocotenentul Comșa fost trimisă până la Cracovia, pentru a verifica mai întâi posibilitatea întoarcerii prin Galiția. Datorită faptului că între ucraineni și polonezi izbucniseră lupte și linia dintre Lemberg și Colomeea fusese întreruptă prin aruncarea în aer a podului de peste râul San la Przemyśl, proiectul a fost abandonat, la fel cum a fost abandonat și proiectul de reîntoarcere în Transilvania pe drumul cel mai scurt, datorită refuzului conducerii maghiare de a autoriza traversarea Ungariei. La final s-a ales pentru a ajunge la timp la deschiderea Marii Adunări Naționale de la Alba-Iulia, drept rută de repatriere un drum care a parcurs Austria și Regatul Sârbo-Croato-Sloven.
Conform cererii comandanților Legiunii, Consiliul Național Cehoslovac a pus la dispoziție militarilor români o garnitură de tren, bani necesari pentru acoperirea cheltuielilor de transport, precum și echipamentul și armamentul necesare. De asemeni, pentru a facilita călătoria același consiliu a eliberat o scrisoare de recomandadare către autoritățile sârbo-croato-slovene.
Pe data de 24 noiembrie 1918 activitatea din Praga a Legiunii a luat sfârșit, militarii români îmbarcându-se în tren pe 25 noiembrie într-un cadru festiv, însoțiți fiind de o companie cehă și de muzică militară. Pe parcursul drumului comanda a fost preluată de către locotenentul Virgil Mircea, căpitanul Simon și locotenentul Herbay râmânând în Praga pentru a definitiva predarea inventarului. La Zagreb însă, unitățile românești au fost oprite și dezarmate în mod umilitor de către sârbi. Dat fiind că viitorul Banatului nu era încă definitiv  lămurit, prudent, comandamentul militar sârb a decis astfel să dezarmeze forțele militare bine echipate ale Legiunii, spulberând în acest mod speranța românilor din Ardeal de formare a unei armate proprii. În cele din urmă toți soldații acesteia au ajuns Transilvania, fiind la Cluj pe 2 decembrie, dată la care Legiunea Română din Praga s-a autodizolvat. Ulterior, majoritatea ofițerilor și soldaților unității s-au înrolat în Gărzile Naționale Române și în Armata Română din Transilvania.
Problemele pe care le-a întâmpinat Legiunea în timpul drumului de la Praga, au reprezentat unul dintre motivele pentru care Consiliul Național Român Central a adresat un memoriu ministrului pentru afaceri externe al Frantei. În acest memoriu, Consiliul a cerut să se intervină la Consiliul de război al Antantei în scopul modificarii unor prevederi neclare, a unor formulări echivoce sau defavorabile intereselor etnicilor români din Transilvania, ale Convenției de armistițiu.

## In memoriam

Mica Antantă

În anul 1935 în prezența unui fost membrul al Legiunii – în același timp și reprezentant al României, doctorul Gheorghe Repede, autoritățile cehoslovace au amplasat o placă omagială din bronz pe clădirea Comandamentului Militar din Praga, cu următorul text:
„În această clădire s-a preluat imperiul cehoslovac, cu prețiosul concurs al soldaților români din armata poporului aliat.”
Dupa Primul Război Mondial, voluntari români – inclusiv dintre cei aflați l-a Praga, s-au organizat într-o Uniune a foștilor voluntari din Războiul pentru întregirea neamului și au editat Gazeta voluntarilor între anii 1923 si 1937. În perioada 29-30 septembrie 1923, la Bratislava a avut loc un Congres al foștilor voluntari din România, Cehoslovacia și Iugoslavia, unde s-a hotărât crearea unei Federații a tuturor voluntarilor din țările Micii Antante. Această organizație a fost creată în cele din urmă la 30 decembrie 1923, a ținut congrese până în anul 1935 și a avut secretariatul la Praga.